# Tsjechië op het Europees kampioenschap voetbal 2008
Tsjechië was een van de deelnemende landen op het Europees kampioenschap voetbal 2008 in Zwitserland en Oostenrijk. Het is de vierde deelname van het land aan het EK. In 1996 was Tsjechië finalist en in 2004 halvefinalist. Het team was tevens een keer aanwezig op een WK. De bondscoach tijdens het toernooi was Karel Brückner.

## Kwalificatie

### Groep D
| Land       | Wed | Win | Gel | Ver | DV | DT | +/− | Pnt |
| ---------- | --- | --- | --- | --- | -- | -- | --- | --- |
| Tsjechië   | 12  | 9   | 2   | 1   | 27 | 5  | 22  | 29  |
| Duitsland  | 12  | 8   | 3   | 1   | 35 | 7  | 28  | 27  |
| Ierland    | 12  | 4   | 5   | 3   | 17 | 14 | 3   | 17  |
| Slowakije  | 12  | 5   | 1   | 6   | 33 | 23 | 10  | 16  |
| Wales      | 12  | 4   | 3   | 5   | 18 | 19 | −1  | 15  |
| Cyprus     | 12  | 4   | 2   | 6   | 17 | 24 | −7  | 14  |
| San Marino | 12  | 0   | 0   | 12  | 2  | 57 | −55 | 0   |

### Wedstrijden
|                                |                 |         |                    |                                                                            |
| 2 september 2006 20:15 (UTC+2) | Tsjechië        | 2 – 1   | Wales              | Na Stínadlech, Teplice Toeschouwers: 16.204 Scheidsrechter: Jonas Eriksson |
| 2 september 2006 20:15 (UTC+2) | Lafata 76', 89' | verslag | Jiránek 85' (e.d.) | Na Stínadlech, Teplice Toeschouwers: 16.204 Scheidsrechter: Jonas Eriksson |

|                                |           |         |                            |                                                                             |
| 6 september 2006 20:15 (UTC+2) | Slowakije | 0 – 3   | Tsjechië                   | Tehelné pole, Bratislava Toeschouwers: 27.683 Scheidsrechter: Steve Bennett |
| 6 september 2006 20:15 (UTC+2) |           | verslag | Sionko 10', 21' Koller 57' | Tehelné pole, Bratislava Toeschouwers: 27.683 Scheidsrechter: Steve Bennett |

|                              |                                                                |         |            |                                                                          |
| 7 oktober 2006 17:15 (UTC+2) | Tsjechië                                                       | 7 – 0   | San Marino | Stadion u Nisy, Liberec Toeschouwers: 9.514 Scheidsrechter: Vusal Aliyev |
| 7 oktober 2006 17:15 (UTC+2) | Kulič 15' Polák 22' Baroš 32', 68' Koller 42', 52' Jarolím 49' | verslag |            | Stadion u Nisy, Liberec Toeschouwers: 9.514 Scheidsrechter: Vusal Aliyev |

|                               |             |         |            |                                                                            |
| 11 oktober 2006 19:30 (UTC+1) | Ierland     | 1 – 1   | Tsjechië   | Lansdowne Road, Dublin Toeschouwers: 35.500 Scheidsrechter: Bertrand Layec |
| 11 oktober 2006 19:30 (UTC+1) | Kilbane 62' | verslag | Koller 64' | Lansdowne Road, Dublin Toeschouwers: 35.500 Scheidsrechter: Bertrand Layec |

|                             |           |         |                  |                                                                          |
| 24 maart 2007 20:45 (UTC+1) | Tsjechië  | 1 – 2   | Duitsland        | Toyota Arena, Praag Toeschouwers: 17.821 Scheidsrechter: Roberto Rosetti |
| 24 maart 2007 20:45 (UTC+1) | Baroš 77' | verslag | Kurányi 42', 62' | Toyota Arena, Praag Toeschouwers: 17.821 Scheidsrechter: Roberto Rosetti |

|                             |           |         |        |                                                                        |
| 28 maart 2007 17:25 (UTC+2) | Tsjechië  | 1 – 0   | Cyprus | Stadion u Nisy, Liberec Toeschouwers: 9.310 Scheidsrechter: Ivan Bebek |
| 28 maart 2007 17:25 (UTC+2) | Kováč 22' | verslag |        | Stadion u Nisy, Liberec Toeschouwers: 9.310 Scheidsrechter: Ivan Bebek |

|                           |         |       |          |                                                                                |
| 2 juni 2007 15:00 (UTC+1) | Wales   | 0 – 0 | Tsjechië | Millennium Stadium, Cardiff Toeschouwers: 30.714 Scheidsrechter: Paul Allaerts |
| 2 juni 2007 15:00 (UTC+1) | verslag |       |          | Millennium Stadium, Cardiff Toeschouwers: 30.714 Scheidsrechter: Paul Allaerts |

|                                |            |         |                                          |                                                                                 |
| 8 september 2007 20:15 (UTC+2) | San Marino | 0 – 3   | Tsjechië                                 | Stadio Olimpico, Serravalle Toeschouwers: 3.412 Scheidsrechter: Dejan Filipović |
| 8 september 2007 20:15 (UTC+2) |            | verslag | Rosický 33' Jankulovski 75' Koller 90+3' | Stadio Olimpico, Serravalle Toeschouwers: 3.412 Scheidsrechter: Dejan Filipović |

|                                 |                 |         |         |                                                                      |
| 12 september 2007 20:30 (UTC+2) | Tsjechië        | 1 – 0   | Ierland | AXA Arena, Praag Toeschouwers: 16.648 Scheidsrechter: Kyros Vassaras |
| 12 september 2007 20:30 (UTC+2) | Jankulovski 15' | verslag |         | AXA Arena, Praag Toeschouwers: 16.648 Scheidsrechter: Kyros Vassaras |

|                               |           |         |                                     |                                                                         |
| 17 oktober 2007 20:45 (UTC+2) | Duitsland | 0 – 3   | Tsjechië                            | Allianz Arena, München Toeschouwers: 66.600 Scheidsrechter: Howard Webb |
| 17 oktober 2007 20:45 (UTC+2) |           | verslag | Sionko 2' Matějovský 23' Plašil 63' | Allianz Arena, München Toeschouwers: 66.600 Scheidsrechter: Howard Webb |

|                                |                                   |         |                   |                                                                   |
| 17 november 2007 20:30 (UTC+1) | Tsjechië                          | 3 – 1   | Slowakije         | AXA Arena, Praag Toeschouwers: 15.681 Scheidsrechter: Tony Asumaa |
| 17 november 2007 20:30 (UTC+1) | Grygera 13' Kulič 76' Rosický 83' | verslag | Kadlec 79' (e.d.) | AXA Arena, Praag Toeschouwers: 15.681 Scheidsrechter: Tony Asumaa |

|                                |        |         |                      |                                                                                |
| 21 november 2007 18:30 (UTC+2) | Cyprus | 0 – 2   | Tsjechië             | New GSP Stadium, Nicosia Toeschouwers: 8.000 Scheidsrechter: Levan Paniashvili |
| 21 november 2007 18:30 (UTC+2) |        | verslag | Pudil 11' Koller 74' | New GSP Stadium, Nicosia Toeschouwers: 8.000 Scheidsrechter: Levan Paniashvili |

## Groep A
| Team        | G | W | G | V | Voor | Tegen | Saldo | Punten |
| ----------- | - | - | - | - | ---- | ----- | ----- | ------ |
| Portugal    | 3 | 2 | 0 | 1 | 5    | 3     | +2    | 6      |
| Turkije     | 3 | 2 | 0 | 1 | 5    | 5     | −0    | 6      |
| Tsjechië    | 3 | 1 | 0 | 2 | 4    | 6     | −2    | 3      |
| Zwitserland | 3 | 1 | 0 | 2 | 3    | 3     | 0     | 3      |

|                   |             |           |                    |                                                                                  |
| 7 juni 2008 18:00 | Zwitserland | 0 – 1     | Tsjechië           | St. Jakob Park, Bazel Toeschouwers: 39.730 Scheidsrechter: Roberto Rosetti (ITA) |
| 7 juni 2008 18:00 |             | (details) | 71' Václav Svěrkoš | St. Jakob Park, Bazel Toeschouwers: 39.730 Scheidsrechter: Roberto Rosetti (ITA) |

|                        |                  |           |                                                      |                                                                                   |
| 11 juni 2008 18:00 uur | Tsjechië         | 1 – 3     | Portugal                                             | Stade de Genève, Genève Toeschouwers: 29,016 Scheidsrechter: Kyros Vassaras (GRE) |
| 11 juni 2008 18:00 uur | Libor Sionko 17' | (details) | 8' Deco 63' Cristiano Ronaldo 90+1' Ricardo Quaresma | Stade de Genève, Genève Toeschouwers: 29,016 Scheidsrechter: Kyros Vassaras (GRE) |

|                        |                                                    |           |                                    |                                                                                     |
| 15 juni 2008 20:45 uur | Turkije                                            | 3 – 2     | Tsjechië                           | Stade de Genève, Genève Toeschouwers: 29,016 Scheidsrechter: Peter Fröjdfeldt (SWE) |
| 15 juni 2008 20:45 uur | Arda Turan 75' Nihat Kahveci 87' Nihat Kahveci 89' | (details) | 34' Jan Koller 62' Jaroslav Plašil | Stade de Genève, Genève Toeschouwers: 29,016 Scheidsrechter: Peter Fröjdfeldt (SWE) |

Groep A:  Zwitserland ·  Tsjechië ·  Portugal ·  Turkije
Groep B:  Oostenrijk ·  Kroatië ·  Duitsland ·  Polen
Groep C:  Roemenië ·  Frankrijk ·  Nederland ·  Italië
Groep D:  Spanje ·  Rusland ·  Griekenland ·  Zweden
FAČR · A-internationals · Bondscoaches · Selecties · Statistieken · Tsjechisch vrouwenelftal · Olympisch elftal · Tsjechië U21 · Tsjechië U20 · Tsjechië U19 · Tsjechië U18 · Tsjechië U17 · Tsjechië U16
EK 1996 · 
EK 2000 · 
EK 2004 · 
EK 2008 · 
EK 2012 · 
EK 2016 · 
EK 2020
WK 1998 · 
WK 2002 · 
WK 2006 · 
WK 2010 · 
WK 2014 · 
WK 2018 · 
WK 2022
OS 2000
1906 · 1907 · 1908 · 1909 – 1938 · 1939 · 1940 – 1993 · 1994 · 1995 · 1996 · 1997 · 1998 · 1999 · 2000 · 2001 · 2002 · 2003 · 2004 · 2005 · 2006 · 2007 · 2008 · 2009 · 2010 · 2011 · 2012 · 2013 · 2014 · 2015 · 2016 · 2017 · 2018 · 2019 · 2020 · 2021
Albanië ·
Andorra ·
Armenië ·
Australië ·
Azerbeidzjan ·
België ·
Bosnië en Herzegovina ·
Brazilië ·
Bulgarije ·
Canada ·
China ·
Costa Rica ·
Cyprus ·
Denemarken ·
Duitsland ·
Engeland ·
Estland ·
Faeröer ·
Finland ·
Frankrijk ·
Georgië ·
Ghana ·
Griekenland ·
Hongarije ·
Ierland ·
IJsland ·
Israël ·
Italië ·
Japan ·
Joegoslavië ·
Kazachstan ·
Koeweit ·
Kosovo ·
Kroatië ·
Letland ·
Libanon ·
Liechtenstein ·
Litouwen ·
Luxemburg ·
Malta ·
Marokko ·
Mexico ·
Moldavië ·
Montenegro ·
Nederland ·
Nigeria ·
Noord-Ierland ·
Noord-Macedonië ·
Noorwegen ·
Oekraïne ·
Oostenrijk ·
Paraguay ·
Peru ·
Polen ·
Portugal ·
Qatar ·
Roemenië ·
Rusland ·
San Marino ·
Saoedi-Arabië ·
Schotland ·
Servië ·
Slovenië ·
Slowakije ·
Spanje ·
Trinidad en Tobago ·
Turkije ·
Uruguay ·
Verenigde Arabische Emiraten ·
Verenigde Staten ·
Wales ·
Wit-Rusland ·
Zuid-Afrika ·
Zuid-Korea ·
Zweden ·
Zwitserland
Denemarken (2021) · 
Duitsland (1996, 2) · 
Engeland (2021) · 
Ghana (2006) · 
Griekenland (2012) · 
Italië (2006) · 
Kroatië (2016) · 
Kroatië (2021) · 
Nederland (2021) · 
Polen (2012) · 
Portugal (2008) · 
Portugal (2012) · 
Rusland (2012) · 
Schotland (2021) · 
Spanje (2016) · 
Turkije (2008) · 
Verenigde Staten (2006) ·
Zwitserland (2008)